# Alex Pullin
Alex Pullin (ur. 20 września 1987 w Mansfield, zm. 8 lipca 2020 w Gold Coast) – australijski snowboardzista, trzykrotny medalista mistrzostw świata.

## Kariera
Po raz pierwszy na arenie międzynarodowej pojawił się 12 stycznia 2002 roku w Silverstar, gdzie w zawodach FIS Race zajął ósme miejsce w slalomie gigancie. W 2007 roku wystąpił na mistrzostwach świata juniorów w Badgastein, zdobywając brązowy medal w snowcrossie.
W Pucharze Świata zadebiutował 12 lutego 2007 roku w Furano, gdzie zajął 18. miejsce w snowcrossie. Na podium zawodów pucharowych po raz pierwszy stanął 22 lutego 2008 roku w Gujō, kończąc rywalizację na trzeciej pozycji. W zawodach tych wyprzedzili go Graham Watanabe z USA i Stian Sivertzen z Norwegii. Najlepsze wyniki w Pucharze Świata w snowboardzie osiągnął w sezonach 2010/2011 i 2012/2013, kiedy to zwyciężał w klasyfikacji snowcrossu. Ponadto w sezonach 2015/2015 i 2009/2010 był drugi, a w sezonie 2017/2018 zajął w niej trzecie miejsce.
Podczas mistrzostw świata w La Molinie w 2011 roku zdobył złoty medal, wyprzedzając Setha Wescotta i Nate'a Hollanda z USA. Wynik ten powtórzył na mistrzostwach świata w Stoneham dwa lata później, zwyciężając przed Austriakiem Markusem Schairerem i Stianem Sivertzenem. Ponadto wywalczył brązowy medal na mistrzostwach świata w Sierra Nevada w 2017 roku, plasując się za Francuzem Pierre’em Vaultierem i Lucasem Eguibarem z Hiszpanii. Był też między innymi szósty podczas mistrzostw świata w Kreischbergu w 2015 roku. W 2010 roku wystąpił na igrzyskach olimpijskich w Vancouver, zajmując 17. miejsce. Na rozgrywanych cztery lata później igrzyskach w Soczi był trzynasty. Brał też udział w igrzyskach olimpijskich w Pjongczangu w 2018 roku, gdzie był szósty.

## Osiągnięcia

### Igrzyska olimpijskie
| Miejsce | Dzień     | Rok  | Miejscowość | Konkurencja    | Zwycięzca       |
| ------- | --------- | ---- | ----------- | -------------- | --------------- |
| 17.     | 15 lutego | 2010 | Vancouver   | Snowboardcross | Seth Wescott    |
| 13.     | 18 lutego | 2014 | Soczi       | Snowboardcross | Pierre Vaultier |
| 6.      | 15 lutego | 2018 | Pjongczang  | Snowboardcross | Pierre Vaultier |

### Mistrzostwa świata
| Miejsce | Dzień       | Rok  | Miejscowość   | Konkurencja       | Zwycięzca         |
| ------- | ----------- | ---- | ------------- | ----------------- | ----------------- |
| 51.     | 13 stycznia | 2003 | Kreischberg   | Gigant równoległy | Dejan Košir       |
| 56.     | 14 stycznia | 2003 | Kreischberg   | Slalom równoległy | Siegfried Grabner |
| 49.     | 19 stycznia | 2003 | Kreischberg   | Snowboardcross    | Xavier de Le Rue  |
| 54.     | 16 stycznia | 2005 | Whistler      | Snowboardcross    | Seth Wescott      |
| 26.     | 14 stycznia | 2007 | Arosa         | Snowboardcross    | Xavier de Le Rue  |
| 20.     | 18 stycznia | 2007 | Gangwon       | Snowboardcross    | Markus Schairer   |
| 1.      | 18 stycznia | 2011 | La Molina     | Snowboardcross    | -                 |
| 1.      | 26 stycznia | 2013 | Stoneham      | Snowboardcross    | -                 |
| 6.      | 16 stycznia | 2015 | Kreischberg   | Snowboardcross    | Luca Matteotti    |
| 3.      | 12 marca    | 2017 | Sierra Nevada | Snowboardcross    | Pierre Vaultier   |
| 9.      | 1 lutego    | 2019 | Solitude      | Snowboardcross    | Mick Dierdorff    |

### Miejsca w klasyfikacji generalnej snowcrossu
- sezon 2006/2007: 30.
- sezon 2007/2008: 13.
- sezon 2008/2009: 13.
- sezon 2009/2010: 2.
- sezon 2010/2011: 1.
- sezon 2011/2012: 14.
- sezon 2012/2013: 1.
- sezon 2013/2014: 53.
- sezon 2014/2015: 2.
- sezon 2015/2016: 5.
- sezon 2016/2017: 4.
- sezon 2017/2018: 3.
- sezon 2018/2019: 7.

### Zwycięstwa w zawodach
1. Valmalenco – 12 marca 2010 (snowcross)
2. Arosa – 25 marca 2011 (snowcross)
3. Arosa – 9 marca 2013 (snowcross)
4. Veysonnaz – 16 marca 2013 (snowcross)[2]
5. Baqueira Beret – 20 marca 2016 (snowcross)
6. Feldberg – 12 lutego 2017 (snowcross)
7. Cerro Catedral – 9 września 2017 (snowcross)
8. Cerro Catedral – 10 września 2017 (snowcross)

#### Pozostałe miejsca na podium w zawodach
1. Gujō – 22 lutego 2008 (snowcross) – 3. miejsce
2. La Molina – 19 marca 2010 (snowcross) – 2. miejsce
3. Telluride – 17 grudnia 2010 – (snowcross) – 3. miejsce
4. Telluride – 14 grudnia 2012 – (snowcross) – 2. miejsce
5. Blue Mountain – 2 lutego 2013 (snowcross) – 2. miejsce
6. La Molina – 21 marca 2015 (snowcross) – 3. miejsce
7. Feldberg – 23 stycznia 2016 (snowcross) – 3. miejsce
8. Montafon – 16 grudnia 2016 (snowcross) – 3. miejsce
9. Cervinia – 22 grudnia 2017 (snowcross) – 3. miejsce

- W sumie (8 zwycięstw, 3 drugie i 6 trzecich miejsc).